# Akwesasne
Mohawknationen i Akwesasne fransk: Nation Mohawk à Akwesasne er et mohawk (Kanienʼkehá꞉ka) territorie, der ligger på den internationale grænse mellem USA og Canada og på den regionale grænse mellem provinserne Ontario og Quebec på sydsiden af floden Saint Lawrence samt på en række øer i floden hvoraf den største er Cornwall Island. Størstedelen befolkningen bor i den canadiske del af området. Selvom Akwesasne er delt af en international grænse, så betragter indbyggerne sig som ét samfund. De har dog separat politi af juridiske årsager og nationale love.
Samfundet blev grundlagt i midten af 1700-tallet af mohawk-familier fra Kahnawake (også kendt som Caughnawaga), en katolsk mohawk-landsby der opstod syd for Montreal langs Saint Lawrence. I dag består Akwesasne af omkring 12.000 indbyggere, hvilket er det største antal og med det største areal blandt alle Kanienʼkehá꞉ka-samfund. Fra grundlæggelsen i midten af 1800-tallet blev Akwesasne betragtet som en af Canadas syv nationer. Det er én blandt flere Kanienʼkehá꞉ka-territorier (Mohawk), hvilket betyder "flintets folk" på mohawk, i det moderne Canada, hvoraf de øvrige er Kahnawake, Wahta, Tyendinaga, Kanesatake og Six Nations of the Grand River First Nation (der inkluderer flere mindre mohawk-samfund.
Da man fastlagde grænsen mellem Canada og USA i begyndelsen af 1800-tallet blev en større del af territoriet defineret til at tilhøre USA. Området i New York State bliver på statsligt plan omtalt som St. Regis Mohawk Reservation. Delen i Ontario kaldes Akwesasne Reserve No. 59, og området i Quebec kaldes Akwesasne Reserve No. 15.
Navnet Akwesasne betyder "landet hvor agerhønen trommer" på mohawk, hvilket refererer til det store dyreliv, der findes i området.